# 内裏塚古墳
内裏塚古墳（だいりづかこふん）は、千葉県富津市二間塚字東内裏塚にある前方後円墳。内裏塚古墳群を構成する古墳の1つ。国の史跡に指定され、内裏塚古墳群の他の古墳を追加指定して「内裏塚古墳群」への指定名称変更が答申されている（官報告示を経て正式指定となる）。
千葉県内では最大規模の古墳で、5世紀中頃の築造と推定される。

## 概要

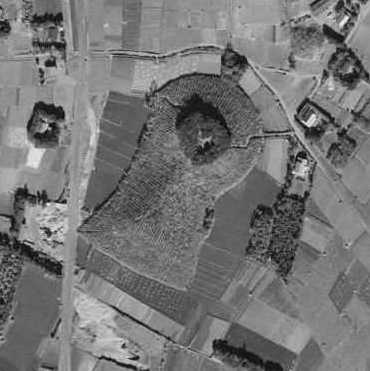
内裏塚古墳の空中写真（1961年）。

地元では「オダイリヤマ」とも呼ばれている。全長約144メートルで、内裏塚古墳群中最大の古墳となる。規模からも小糸川下流域の盟主墳となっていて、5世紀中頃に造成されたと推定されている。
当時この地域は須恵（末）の国造の地といい、「国造本紀（先代旧事本紀）」によれば、須恵には茨城国造の祖、建許侶命（たけころのみこと）の子・息大布日意弥命（おおふひおみのみこと）が任命された、とされる。大布日意弥命の兄弟、深河意弥命（ふかがわおみのみこと）は小櫃川流域の馬来田国造として任命されている。
須恵国造は小糸川下流域全域を支配下に置いたとされている。そのため内裏塚古墳の被葬者はこの須恵国造ではないかという説がある。
また、地元の伝承では、『万葉集』の高橋虫麻呂の歌に登場する「珠名娘子」の墓であるともされていた。

## 規模
規模は以下の通り。
- 墳丘長：約144メートル
- 後円部
  - 直径：約84メートル
  - 高さ：約11.5メートル
- 前方部
  - 幅：約88メートル
  - 高さ：13メートル

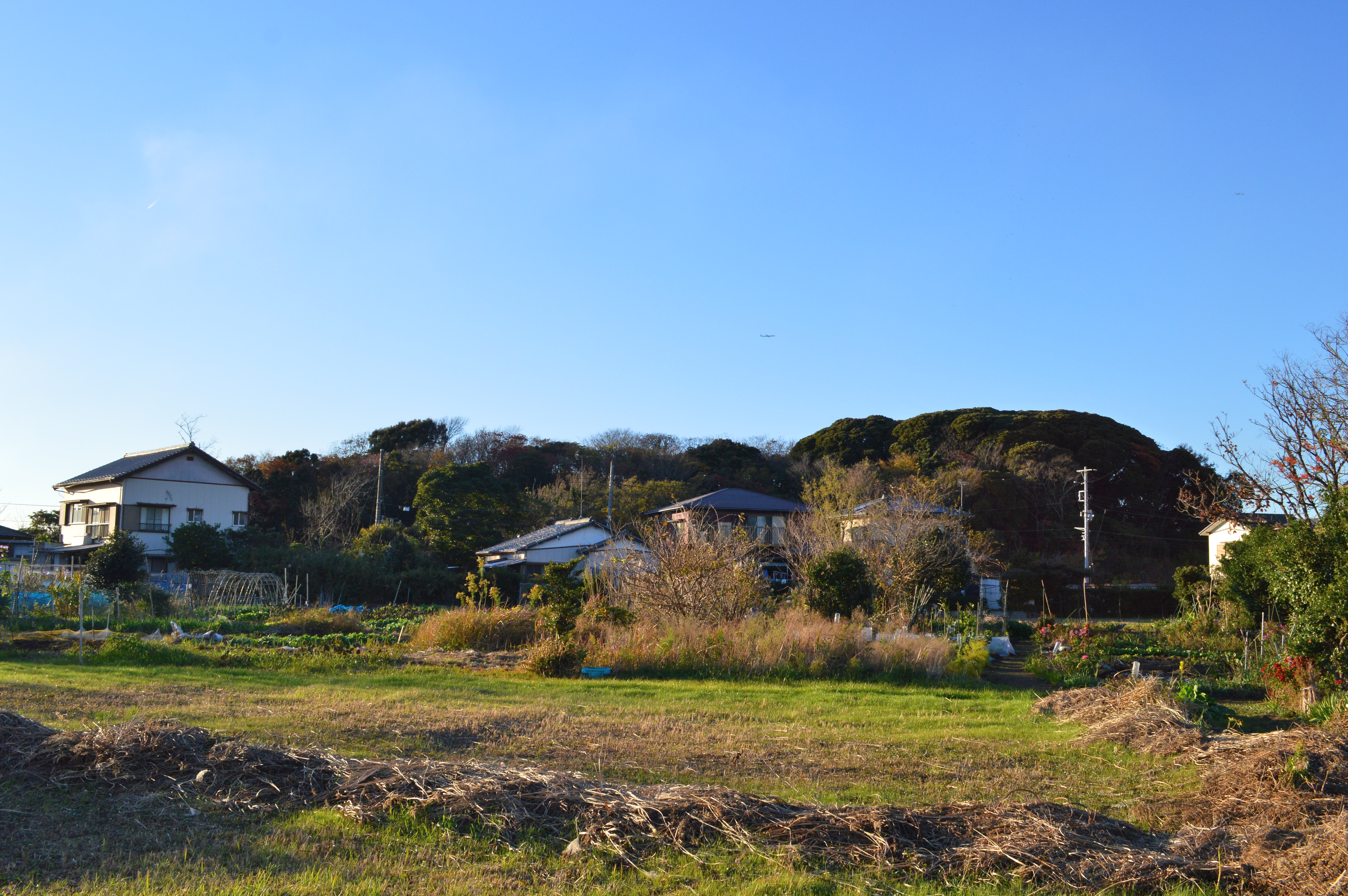
遠景（横から） 右が後円部。
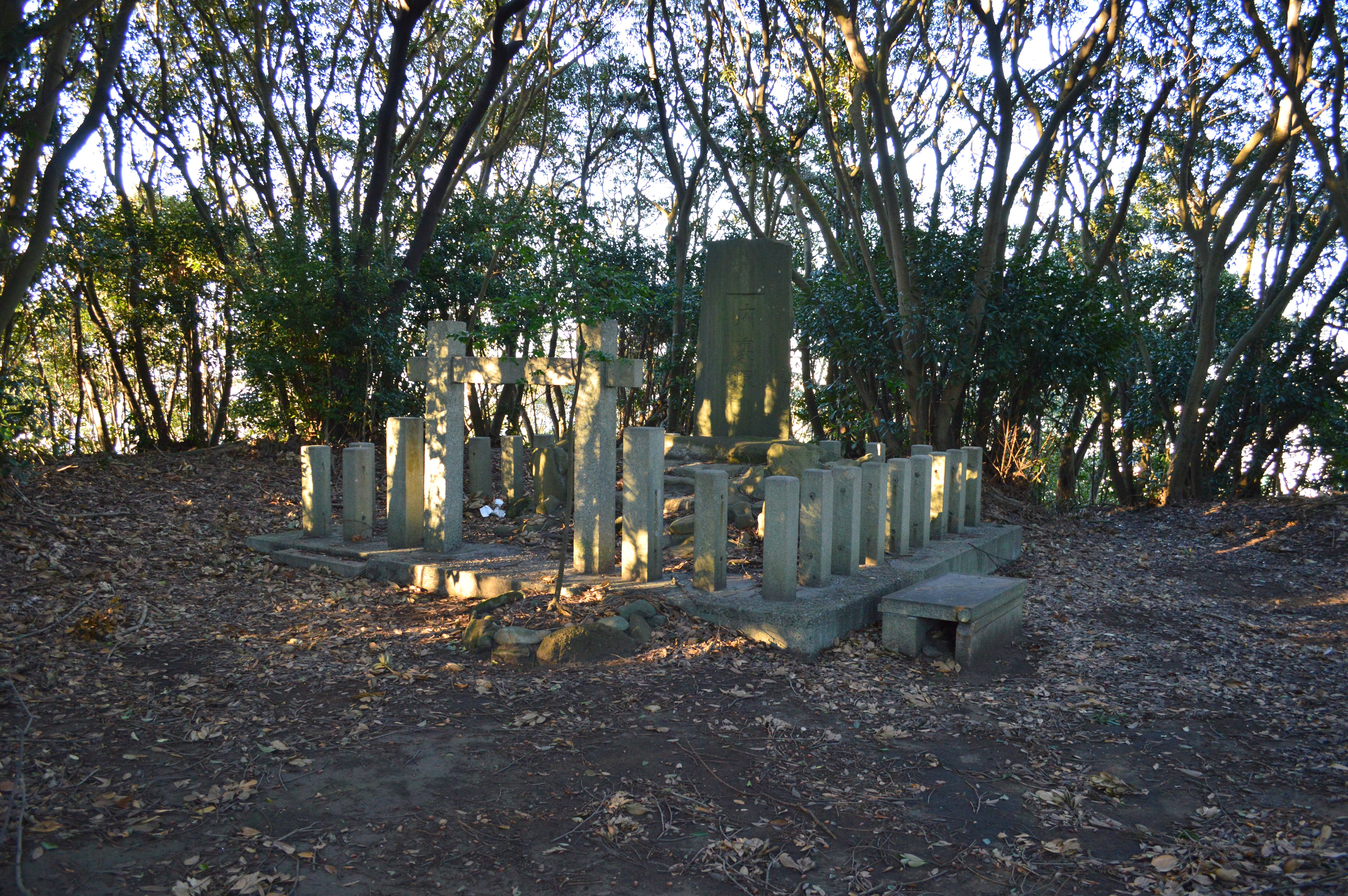
後円部墳頂

## 調査・出土品
1906年（明治39年）東京大学人類学教室坪井正五郎教授、柴田常恵実施。
1964年（昭和39年）本郷高校坂井利明実施。
石室が二つあり、東の第一石室からは、二体の人骨及び鉄製武器類が出土した。北側にあった人骨は、胸の前で腕を折り曲げるように埋葬さた形で、整然と仰向けに埋葬されていた。武器類として鉄直刀2、鉄角棒1、鉄鎌1、長刀1他が出土した。他に青銅鏡1面（直径13センチメートル）などが出土した。朝鮮半島製の金銅製胡籙金具や鏑矢が出土している。
墳丘には円筒埴輪列が三段めぐり、家型埴輪や人物埴輪も置かれていたものと考えられている。